# What We Do in the Shadows
What We Do in the Shadows es una comedia de terror mockumentary neozelandés-estadounidense de 2014 escrita, dirigida y protagonizada por Jemaine Clement y Taika Waititi. La historia sigue a un grupo de vampiros que viven juntos en Wellington. La cinta se estrenó en el Festival de Cine de Sundance en enero de 2014 y se lanzó en los cines el 18 de agosto de 2014 a través de Madman Entertainment. Recaudó $6.9 millones de dólares en la taquilla con un presupuesto de $1.6 millones de dólares.

## Argumento
Un equipo documental (que lleva crucifijos) sigue a cuatro vampiros compañeros de habitación, Viago, Vladislav, Deacon y Petyr, que comparten un apartamento en el suburbio de Te Aro, en Wellington. Aunque Viago, Vladislav y Deacon tienen varios siglos de antigüedad, han conservado una apariencia humana normal, pero Petyr, de 8.000 años de edad, se parece al Conde Orlok y actúa más salvajemente que los vampiros más jóvenes. Cada noche, Viago, Vladislav y Deacon recorren las calles de Wellington en busca de personas para matar, pero deben permanecer en el apartamento durante el día para evitar la luz solar, que es letal para los vampiros, y por lo tanto no se han adaptado a la vida del siglo XXI. Deacon tiene un sirviente humano (familiar), Jackie, que hace recados para los vampiros, pero está frustrada de que Deacon no la convertirá en un vampiro como prometió. Jackie lleva a su exnovio Nick al piso de los vampiros para que puedan beber su sangre; éste se escapa antes de que puedan matarlo, pero cuando sale del apartamento, Petyr lo ataca y luego convierte a Nick en un vampiro.
Dos meses después, los vampiros aceptan a Nick en su grupo y también se vinculan con su amigo humano Stu, un analista informático que les muestra cómo usar tecnología moderna como YouTube (para ver amaneceres) y cámaras (para que puedan verse a sí mismos). Viago, en particular, es capaz de encontrar a Katherine, su amor de muchos años atrás, ahora una anciana en un hogar de descanso en Wellington. A pesar de poder llevar a sus nuevos amigos a bares y clubes populares, Nick lucha por adaptarse a la vida de vampiro y revela su secreto a los extraños que conoce. Uno de estos extraños, un cazador de vampiros, irrumpe en el apartamento durante el día y mata a Petyr exponiéndolo a la luz del sol. Los vampiros están furiosos cuando descubren que Nick causó indirectamente la muerte de Petyr, y lo expulsan del departamento usando la infame Procession of Shame ("Procesión de la vergüenza").
Algún tiempo después, los vampiros reciben una invitación a un baile de máscaras, donde se encuentran con otros seres no muertos y sobrenaturales, como zombis y brujas, así como con la exnovia de Vladislav, Pauline, a quien apodó "La Bestia" debido a su dura ruptura. Nick, Stu y Jackie también asisten. Para molestia de Deacon, Nick ha convertido a Jackie en un vampiro. Cuando Pauline se da cuenta de que Stu y el equipo de cámara son humanos, los otros invitados intentan matarlos y Vladislav lucha contra el nuevo novio de Pauline. Stu salva a Vladislav al empalar al novio de Pauline en un palo. Los vampiros logran escapar de la fiesta con Stu y el equipo de filmación, pero se encuentran en un bosque con un grupo de hombres lobo que están a punto de transformarse. Stu y uno de los camarógrafos son capturados y atacados por los hombres lobo. Asumiendo que Stu está muerto, los vampiros se afligen por él.
Un rato después, Stu (habiéndose convertido en un hombre lobo) reaparece, y eventualmente reconcilia a los hombres lobo con los vampiros, que les permiten quedarse en su apartamento con ellos. Nick también reaparece y es aceptado de nuevo en el hogar. Viago se vuelve a conectar con Katherine, convirtiéndola en un vampiro y asegurándose de que puedan estar juntos para siempre.
Las escenas durante los créditos revelan que Vladislav se ha vuelto a reunir con Pauline y Jackie ha hecho que su esposo sea su nuevo familiar. Una escena posterior a los créditos muestra a Deacon intentando hipnotizar a la audiencia para que olvide los eventos de la película.

## Reparto
- Jemaine Clement como Vladislav the Poker. Es un vampiro de 862 años. Es el vampiro más tirano de la casa con poderes superiores. Clement se basó en la interpretación de Drácula del actor Gary Oldman . Es un vampiro medieval con ideas muy retrógradas.
- Taika Waititi como Viago von Dorna Schmarten Scheden Heimburg, de 379 años de edad. Es un vampiro victoriano (educado, romántico, etc.). Según comentó Waititi para la revista Empire, basó su personaje en su propia madre y en un alemán que conoció al que llamó Señor Feliz por su voz tan característica.
- Jonathan Brugh como Deacon. Es el joven rebelde  del grupo, con tan solo 183 años, al cual le gusta tejer y ser guay. Es conocido por ser fascista.
- Ben Fransham como Petyr. Es un vampiro parecido a Nosferatu que vive en el sótano de la casa en un ataúd de mármol en donde generalmente se resguarda. Es el más viejo de todos con 8.000 años de edad.
- Cori Gonzalez-Macuer como Nick. Una víctima de los vampiros que a su vez fue convertido en vampiro por Petyr.
- Stu Rutherford como Stu. El mejor amigo de Nick, el cual introduce las nuevas tecnologías a los vampiros.
- Jackie van Beek como Jackie. Es un familiar humano de Deacon que les limpia tras alimentarse y los conecta con sus posibles víctimas.
- Rhys Darby como Anton. El líder del grupo local de hombres lobos.
- Ethel Robinson como Katherine. El amor de Viago.
- Elena Stejko como Pauline.  Es la exnovia de Vladislav a la que él le llama La Bestia.
- Jason Hoyte como Julian. Es el nuevo novio de Pauline tras romper con Vladislav.
- Karen O'Leary como el Oficial O'Leary. Primer oficial de policía que es llamado para que se acerque a la casa de los vampiros.
- Mike Minogue como el Oficial Minogue. Segundo oficial de policía que es llamado para que se acerque a la casa de los vampiros.

## Producción
La película está basada en un cortometraje de 2005, What We Do in the Shadows: The Vampire Interview, escrito y dirigido por Waititi y Clement, y protagonizado por Jonny Brugh, Cori Gonzalez-Macuer y Stu Rutherford en sus papeles de Deacon, Nick y Stu, respectivamente. La adaptación al largometraje se rodó en Wellington en septiembre de 2012 y fue el primer largometraje de Waititi desde Boy, de 2010.
Con muy poca ayuda y poca financiación lograron realizar el corto del que años más tarde surgiría la película. Este cortometraje de apenas media hora se realizó con la idea de ganar relevancia y llamar la atención del público. Unos años después, decidieron producir la película con apenas unos decorados, con un guion casi improvisado y con tan solo 5 semanas de grabación. Según el director Taika Waititi durante una charla para Center for Communication, escribieron un guion, pero los actores debían improvisar todo el tiempo sin salirse de las ideas principales. En total, Waititi y Clement aseguran que casi un 95% de la película fue improvisada. 
Tras ganar premios en ciertos festivales de relevancia, decidieron lanzar una campaña de crowdfunding en Kickstarter para poder distribuir la película en Estados Unidos. El micromecenazgo fue posible gracias al poder de los aficionados de ambos directores llegaron a recaudar a través de Kickstarter cerca de 500.000 dólares. Según Dan Schoenbrun de Kickstarter, es la mayor recaudación obtenida para un proyecto audiovisual. Hicieron vídeos casi todos los días para mantener a los aficionados dentro del proyecto. Algunos los grababan como ellos y otros con sus personajes de la película. La campaña de recaudación llegó a expandir más la trama de la película.
Inicialmente se le dijo a Stu Rutherford, un técnico de informática y amigo de la escuela secundaria de Waititi en la vida real, que solo tendría una pequeña parte en la película para que actuara de forma más natural cuando filmara. No se dio cuenta de que su papel era tan importante hasta el estreno de la película.
Waititi reveló que había tantas imágenes filmadas que se hicieron tres cortes; uno se centró principalmente en los chistes, otro se centró más en la historia y para el corte final se eligió una mezcla de los dos.
Según Waititi y Clement, sus películas de vampiros favoritas son The Lost Boys, Drácula, de Bram Stoker y Entrevista con el vampiro. Todas estas películas son citadas o referenciadas en la película, junto con muchas otras películas del género como Blade, Twilight y Buffy la Cazavampiros.

## Música
La partitura de la película fue compuesta por Plan 9. Los créditos de apertura de la película incluyen la canción "You're Dead", de Norma Tanega, elegida después de que a Clement y Waititi les fuera presentada la canción por el editor de cine Tom Eagles. El tráiler y final de la película fueron musicalizados con la canción "Lastochka", de la banda de rock rusa Leningrad.

## Estreno
La película se estrenó en un lanzamiento limitado el 13 de febrero de 2015 en la ciudad de Nueva York y Los Ángeles, seguida de una proyección en San Francisco, Irvine, Filadelfia, Boston, Seattle y Washington D. C.. La película recibió un lanzamiento regional en Estados Unidos en marzo de 2015 por Unison Films, The Orchard y Paramount Pictures, en asociación con Funny or Die y Paladin Pictures.
La película fue fuertemente pirateada. Después del cierre de un sitio web de piratería con sede en Mount Wellington, Auckland, el sitio web reveló que, con 277.000 descargas, What We Do in the Shadows fue una de sus películas más pirateadas.

## Premios
Esta película ha sido muy aclamada por la crítica llegando a ser premiada durante 3 años seguidos en distintos festivales a lo largo del mundo como pueden ser:
1. Feature Film (Premio de la audiencia) en el Festival Internacional de cine de Varsovia (2014).
2. Midnight Madness (Premio elegido por la audiencia) en el Festival Internacional del cine de Toronto (2014).
3. Mejor largometraje (premio del público) y mención especial en el Festival Internacional de cine de Cataluña- Sitges (2014).
4. Mejor película no-estadounidense de los Premios de la sociedad de críticos de cine online (2014)
5. Mejor y más original puesta en pantalla y mejor conjunto en el Premio de la sociedad de críticos de cine de San Diego (2015).
6. Mejor comedia del año en los Premios Golden Schmoes (2015).
7. Mejor película de comedia por la sociedad de críticos de cine de Denver (2016).

Entre otros muchos más premios a lo largo de esos años. 

## Serie de televisión
Una versión estadounidense de la película fue desarrollada como una serie de televisión. Un piloto fue ordenado por FX, que incluía a Kayvan Novak, Matt Berry, Natasia Demetriou y Harvey Guillen. Los productores ejecutivos de la serie incluyen a Clement, Waititi, Scott Rudin, Paul Simms, Garrett Basch y Eli Bush. El 3 de mayo de 2018, FX recogió el piloto, con una orden de diez episodios de 30 minutos que se estrenaron el 27 de marzo de 2019.